# Charlotte Köckert
Charlotte Köckert (* 1974) ist eine deutsche Theologin und Kirchenhistorikerin.

## Leben
Sie studierte als Stipendiatin der Studienstiftung des Deutschen Volkes und des DAAD von 1994 von 2001 evangelische Theologie in Göttingen, Oxford (Kleinwort Benson-Senior Scholarship des Lincoln College) und Tübingen. Von 2002 bis 2004 war sie wissenschaftliche Mitarbeiterin an der Universität Heidelberg und von 2005 bis 2007 an der Universität Hamburg. Nach dem Examen Rigorosum 2007 in Hamburg war sie von 2007 bis 2013 wissenschaftliche  Assistentin in Heidelberg. Nach der Habilitation 2012 in Heidelberg mit der Habilitationsschrift Konversion und Konversionsdarstellungen gebildeter Christen in der Spätantike: Augustinus, Paulinus von Nola und ihre Kreise ist sie seit 2013 Inhaberin des Lehrstuhls für Kirchengeschichte I (Ältere Kirchengeschichte) der Friedrich-Alexander-Universität und seit 2015 Nationalkorrespondentin und gewähltes Mitglied des Conseil der Association Internationale d’Études Patristiques. Ihr Vater ist der Alttestamentler Matthias Köckert.

## Auszeichnungen
- 2008 Hanns-Lilje-Preis der Akademie der Wissenschaften zu Göttingen
- 2008 Kurt-Hartwig-Siemers-Wissenschaftspreis der Hamburgischen Wissenschaftlichen Stiftung
- 2009 Templeton Award for Theological Promise der John Templeton Foundation

## Schriften (Auswahl)
- Christliche Kosmologie und kaiserzeitliche Philosophie. Die Auslegung des Schöpfungsberichtes bei Origenes, Basilius und Gregor von Nyssa vor dem Hintergrund kaiserzeitlicher Timaeus-Interpretationen (= Studien und Texte zu Antike und Christentum. Band 56). Mohr Siebeck, Tübingen 2009, ISBN 978-3-16-149831-2 (Digitalisat); zugleich Dissertation, Hamburg 2007.